# Francesco Renga

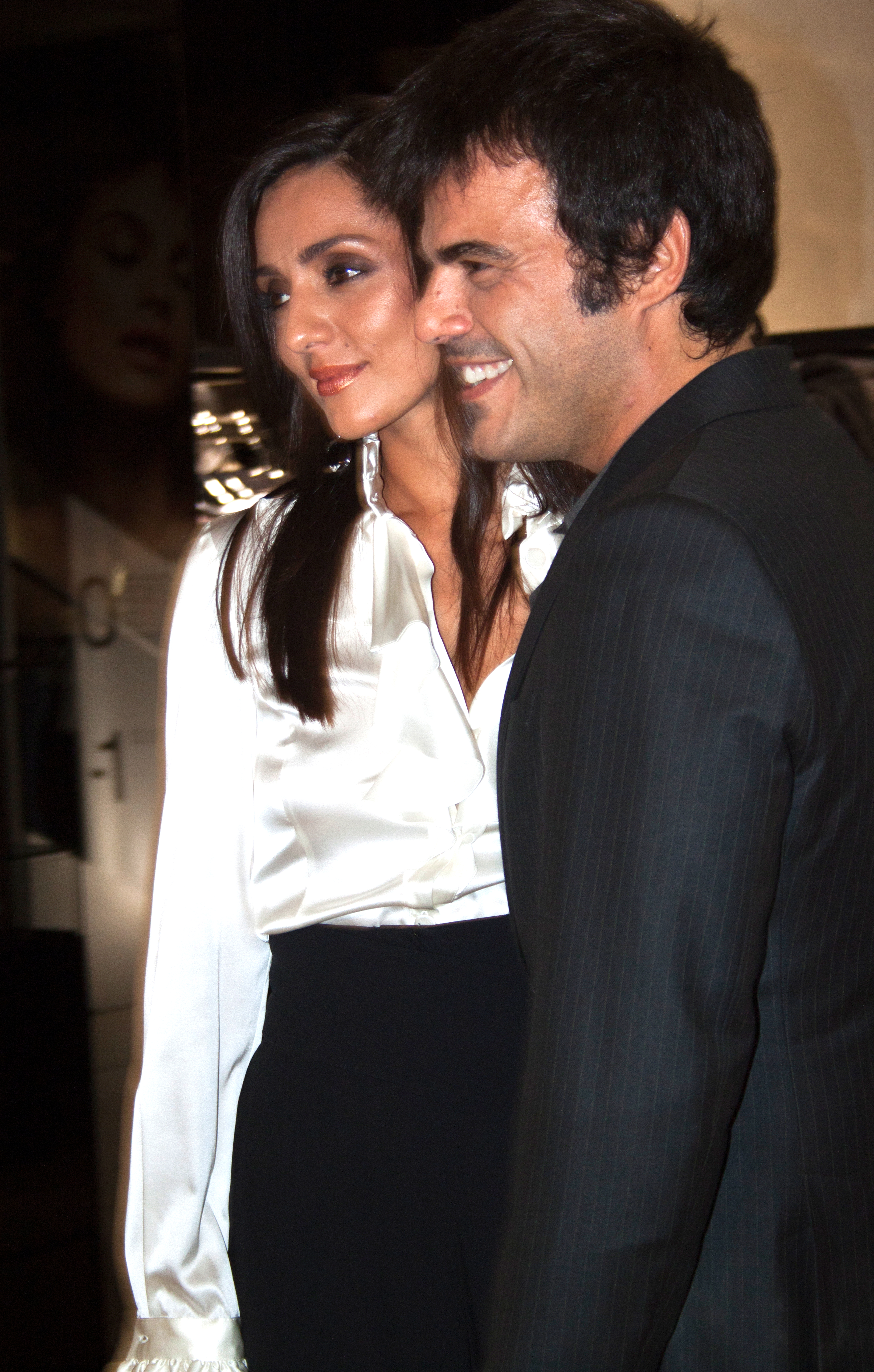
Ambra Angiolini und Francesco Renga

Francesco Renga (* 12. Juni 1968 in Udine; eigentlich Pierfrancesco Renga) ist ein italienischer Popsänger.

## Leben
Renga verlor bereits im Kindesalter seine Mutter und wuchs bei einer Ersatzmutter nahe Brescia auf. Als Jugendlicher fing er an, mit lokalen Bands zu musizieren. Im Alter von sechzehn Jahren nahm er mit seiner mit Freunden gegründeten Band Modus Vivendi am Musikwettbewerb Deskomusic teil. Am gleichen Wettbewerb bewarb sich auch die Band Timoria (damals noch unter dem Namen Precious Time), der sich Renga anschloss. In den folgenden dreizehn Jahren veröffentlichte Renga mit der Band sieben Alben.
Nach einem Zerwürfnis innerhalb der Band Ende des Jahres 1998 legte Renga eine schöpferische Pause ein, um 2000 als Solist wieder in die Öffentlichkeit zurückzukehren. Sein erstes Album mit dem Titel Francesco Renga konnte Platz 38 der italienischen Albumcharts erreichen. Einer breiten Öffentlichkeit wurde er jedoch erst zwei Jahre später mit dem Album Tracce („Spuren“) bekannt. Mit dem darauf enthaltenen Lied Tracce di te („Spuren von dir“) nahm Renga am Sanremo-Festival 2002 teil (2001 nahm er bereits in der Nachwuchskategorie teil) und konnte einen der vorderen Plätze belegen.
Das 2004 folgende Album Camere con vista („Zimmer mit Aussicht“) verhalf ihm endgültig zum Durchbruch in Italien. Mit dem Song Angelo („Engel“) gewann er 2005 das 55. Sanremo-Festival und erreichte erstmals die Spitze der Singlecharts. Erstmals Platz eins der italienischen Albumcharts erreichte Renga zwei Jahre später mit seinem Album Ferro e cartone, das von autobiographischen Kurzgeschichten in seinem Buch Come mi viene – Vite di ferro e cartone begleitet wurde.
2009 nahm Renga mit L’uomo senza età erneut am Sanremo-Festival teil und veröffentlichte das Coveralbum Orchestra e voce mit Orchester. Im Jahr darauf folgte das nächste Studioalbum Un giorno bellissimo. Mit La tua bellezza kehrte er 2012 nach Sanremo zurück; das Lied fand Eingang in die Kompilation Fermoimmagine. Nach dem Wechsel zu Sony nahm er zunächst ein spanischsprachiges Album auf. Für den Film Razzabastarda steuerte er das Lied La vita possibile bei, das für einen David di Donatello als bester Filmsong nominiert wurde. Beim Sanremo-Festival 2014 erreichte er mit Vivendo adesso den vierten Platz.
Im Anschluss an die Sanremo-Teilnahme erschien das Album Tempo reale, das den Sänger zurück an die Chartspitze brachte. Auch der Single Il mio giorno più bello nel mondo war im Sommer ein Nummer-eins-Erfolg beschieden. 2016 kehrte Renga mit dem Album Scriverò il tuo nome zurück. Aus der folgenden Tournee ging 2017 ein Livealbum hervor, im selben Jahr begann er außerdem ein Projekt mit Max Pezzali und Nek, das 2018 im Livealbum Max Nek Renga – Il disco mündete. In der fünften Staffel der Castingshow The Voice of Italy trat Renga erstmals als Coach in Erscheinung, neben Al Bano, J-Ax und Cristina Scabbia. Mit Aspetto che torni nahm er am Sanremo-Festival 2019 teil. Im Anschluss erschien das Album L’altra metà.
Beim Sanremo-Festival 2021 präsentierte Renga Quando trovo te. 2023 begann er wieder ein gemeinsames Projekt mit Nek, woraus das Album Renganek hervorging. Die beiden Sänger haben mit Pazzo di te, gemeinsam am Sanremo-Festival 2024 teilgenommen.

## Privates
Renga war bis 2015 mit der Schauspielerin Ambra Angiolini verheiratet. Gemeinsam haben sie zwei Kinder, Jolanda (2004) und Leonardo (2006).

## Diskografie

### Studioalben
| Jahr | Titel                               | Höchstplatzierung, Gesamtwochen, AuszeichnungChartplatzierungen (Jahr, Titel, Platzierungen, Wochen, Auszeichnungen, Anmerkungen) | Höchstplatzierung, Gesamtwochen, AuszeichnungChartplatzierungen (Jahr, Titel, Platzierungen, Wochen, Auszeichnungen, Anmerkungen) | Anmerkungen                                                                                                 |
| Jahr | Titel                               | IT | CH | Anmerkungen                                                                                                 |
| ---- | ----------------------------------- | --- | --- | --- |
| 2000 | Francesco Renga                     | IT38 (3 Wo.)IT | — | |
| 2001 | Francesco Renga (edizione Sanremo)  | IT37 (11 Wo.)IT | — | Erstveröffentlichung: 24. Februar 2001 Neuauflage des Albums vom Vorjahr nach Teilnahme am Sanremo-Festival |
| 2002 | Tracce                              | IT6 (56 Wo.)IT | — | Erstveröffentlichung: 19. März 2002                                                                         |
| 2004 | Camere con vista                    | IT8 (40 Wo.)IT | — | Erstveröffentlichung: 17. Mai 2004                                                                          |
| 2005 | Camere con vista (edizione Sanremo) | IT4 (30 Wo.)IT | — | Erstveröffentlichung: 25. Februar 2005 Neuauflage des Albums vom Vorjahr nach Teilnahme am Sanremo-Festival |
| 2007 | Ferro e cartone                     | IT1 (19 Wo.)IT | — | Erstveröffentlichung: 12. Oktober 2007                                                                      |
| 2009 | Orchestra e voce                    | IT8 Platin · (44 Wo.)IT | — | Erstveröffentlichung: 13. November 2009 Verkäufe: + 60.000; Coveralbum                                      |
| 2010 | Un giorno bellissimo                | IT7 Gold · (24 Wo.)IT | — | Erstveröffentlichung: 23. November 2010 Verkäufe: + 30.000                                                  |
| 2014 | Tempo reale                         | IT1 Platin · (73 Wo.)IT | — | Erstveröffentlichung: 11. März 2014 inklusive Neuauflage Tempo reale extra Verkäufe: + 50.000               |
| 2016 | Scriverò il tuo nome                | IT1 Platin · (76 Wo.)IT | CH53 (1 Wo.)CH | Erstveröffentlichung: 15. April 2016 Verkäufe: + 50.000                                                     |
| 2018 | Max Nek Renga – Il disco            | IT3 Gold · (21 Wo.)IT | — | Erstveröffentlichung: 9. März 2018 Livealbum mit Max Pezzali und Nek Verkäufe: + 25.000                     |
| 2019 | L’altra metà                        | IT2 (7 Wo.)IT | CH56 (1 Wo.)CH | Erstveröffentlichung: 19. April 2019                                                                        |
| 2023 | Renganek                            | IT11 (2 Wo.)IT | — | Erstveröffentlichung: 8. September 2023 mit Nek                                                             |

### Kompilationen
| Jahr | Titel                   | Höchstplatzierung, Gesamtwochen, AuszeichnungChartsChartplatzierungen (Jahr, Titel, Platzierungen, Wochen, Auszeichnungen, Anmerkungen) | Anmerkungen                            |
| Jahr | Titel                   | IT | Anmerkungen                            |
| ---- | ----------------------- | --- | -------------------------------------- |
| 2012 | Fermo immagine          | IT15 (14 Wo.)IT | Erstveröffentlichung: 15. Februar 2012 |
| 2014 | The Platinum Collection | IT52 (4 Wo.)IT | Erstveröffentlichung: 20. Februar 2014 |

### Singles
| Jahr | Titel Album                                      | Höchstplatzierung, Gesamtwochen, AuszeichnungChartsChartplatzierungen (Jahr, Titel, Album, Platzierungen, Wochen, Auszeichnungen, Anmerkungen) | Anmerkungen                                                                                  |
| Jahr | Titel Album                                      | IT | Anmerkungen                                                                                  |
| ---- | ------------------------------------------------ | --- | -------------------------------------------------------------------------------------------- |
| 2001 | Raccontami Francesco Renga                       | IT24 (11 Wo.)IT | Erstveröffentlichung: 24. Februar 2001                                                       |
| 2002 | Tracce di te Tracce                              | IT17 (10 Wo.)IT | Erstveröffentlichung: März 2002                                                              |
| 2005 | Angelo Camere con vista (edizione Sanremo)       | IT1 Gold (2024) · (22 Wo.)IT | Erstveröffentlichung: 4. März 2005 Verkäufe: + 50.000 Siegertitel beim Sanremo-Festival 2005 |
| 2009 | Uomo senza età Orchestra e voce                  | IT10 (3 Wo.)IT | Erstveröffentlichung: 18. Februar 2009                                                       |
| 2010 | Io che non vivo senza te Orchestra e voce        | IT24 (2 Wo.)IT | Cover, Original von Pino Donaggio                                                            |
| 2010 | Un giorno bellissimo                             | IT18 (17 Wo.)IT | Erstveröffentlichung: 15. Oktober 2010                                                       |
| 2011 | Per farti tornare Un giorno bellissimo           | IT80 (1 Wo.)IT | Erstveröffentlichung: 14. Januar 2011                                                        |
| 2012 | La tua bellezza Fermo immagine                   | IT8 Gold · (10 Wo.)IT | Erstveröffentlichung: 15. Februar 2012 Verkäufe: + 15.000                                    |
| 2014 | Vivendo adesso Tempo reale                       | IT4 Platin · (24 Wo.)IT | Erstveröffentlichung: 20. Februar 2014 Verkäufe: + 30.000                                    |
| 2014 | Il mio giorno più bello nel mondo Tempo reale    | IT1 ×3Dreifachplatin · (56 Wo.)IT | Erstveröffentlichung: 6. Mai 2014 Verkäufe: + 90.000                                         |
| 2014 | A un isolato da te Tempo reale                   | IT37 Gold · (15 Wo.)IT | Erstveröffentlichung: 29. August 2014 Verkäufe: + 15.000                                     |
| 2015 | L’amore altrove Tempo reale                      | IT35 Gold · (6 Wo.)IT | Erstveröffentlichung: 9. Januar 2015 Verkäufe: + 25.000; mit Alessandra Amoroso              |
| 2015 | Era una vita che ti stavo aspettando Tempo reale | IT96 Platin · (1 Wo.)IT | Erstveröffentlichung: 24. April 2015 Verkäufe: + 50.000                                      |
| 2016 | Guardami amore Scriverò il tuo nome              | IT64 Platin · (12 Wo.)IT | Erstveröffentlichung: 11. März 2016 Verkäufe: + 50.000                                       |
| 2016 | Il bene Scriverò il tuo nome                     | IT74 Gold · (8 Wo.)IT | Erstveröffentlichung: 3. Juni 2016 Verkäufe: + 25.000                                        |
| 2019 | Aspetto che torni L’altra metà                   | IT34 (2 Wo.)IT | Erstveröffentlichung: 7. Februar 2019                                                        |
| 2021 | Quando trovo te –                                | IT39 (2 Wo.)IT | Erstveröffentlichung: 3. März 2021 Beitrag zum Sanremo-Festival 2021                         |
| 2024 | Pazzo di te Renganek (Sanrema edition)           | IT32 (3 Wo.)IT | Erstveröffentlichung: 7. Februar 2024 mit Nek, Beitrag zum Sanremo-Festival 2024             |

Weitere Singles
- 1999: Affogo Baby
- 2000: Splendido
- 2000: Dove il mondo non c’è più
- 2001: Mai così
- 2002: Sto già bene
- 2004: Ci sarai
- 2004: Meravigliosa (la luna)
- 2005: Un’ora in più
- 2007: Cambio direzione
- 2007: Ferro e cartone
- 2008: Dimmi
- 2008: Dove finisce il mare
- 2009: L’ultima occasione
- 2011: Regina triste
- 2011: La quiero a morir (feat. Jarabe de Palo)
- 2012: Senza sorridere
- 2013: La vita possibile
- 2016: Scriverò il tuo nome – IT: Gold (25.000+)[2]
- 2016: Migliore – IT: Gold (25.000+)[2]
- 2017: Nuova luce – IT: Gold (25.000+)[2]

## Bibliografie
- 2007: Come mi viene - Vite di ferro e cartone

## Belege
1. 1 2  Chartquellen (Alben):
  - Guido Racca & Chartitalia: Top 100 FIMI Album. Lulu, 2013, S. 160 f.
  - Alben von Francesco Renga. In: Italiancharts.com. Hung Medien, archiviert vom Original (nicht mehr online verfügbar) am 5. April 2018; abgerufen am 4. April 2018 (ab 2013).  Info: Der Archivlink wurde automatisch eingesetzt und noch nicht geprüft. Bitte prüfe Original- und Archivlink gemäß Anleitung und entferne dann diesen Hinweis.
  - Alben von Francesco Renga. In: Hitparade.ch. Hung Medien, abgerufen am 4. April 2018 (CH).
2. 1 2 3 4 5 6 7 8 9 10 11 12 13 14 15 16 17  Auszeichnungsarchiv. FIMI, abgerufen am 20. Februar 2024 (italienisch).
3. ↑  Chartquellen (Singles):
  - Guido Racca & Chartitalia: Top 100 FIMI Singoli. Lulu, 2013, S. 139.
  - Singles von Francesco Renga. In: Italiancharts.com. Hung Medien, abgerufen am 12. August 2015 (ab 2013).
  - Archivio Classifiche Top Digital. FIMI, abgerufen am 20. Februar 2024.

| Personendaten    | Personendaten                          |
| ---------------- | -------------------------------------- |
| NAME             | Renga, Francesco                       |
| ALTERNATIVNAMEN  | Renga, Pierfrancesco (wirklicher Name) |
| KURZBESCHREIBUNG | italienischer Sänger und Liedermacher  |
| GEBURTSDATUM     | 12. Juni 1968                          |
| GEBURTSORT       | Udine, Italien                         |